# Ґулрез (імені Мір Саїда Алії Хамадоні район)
Ґулре́з (тадж. Гулрез) — село у складі Хатлонської області Таджикистану. Входить до складу Мехнатободського джамоату району імені Мір Саїда Алії Хамадоні.
Назва означає той, що осипай квітками. Колишні назви — Розвилка, Олімтой, сучасна назва — з 11 грудня 2012 року.
Населення — 247 осіб (2010; 201 в 2009).
Село розташоване обабіч автошляху А-385 Вахдат-Пандж.